# Nongqawuse

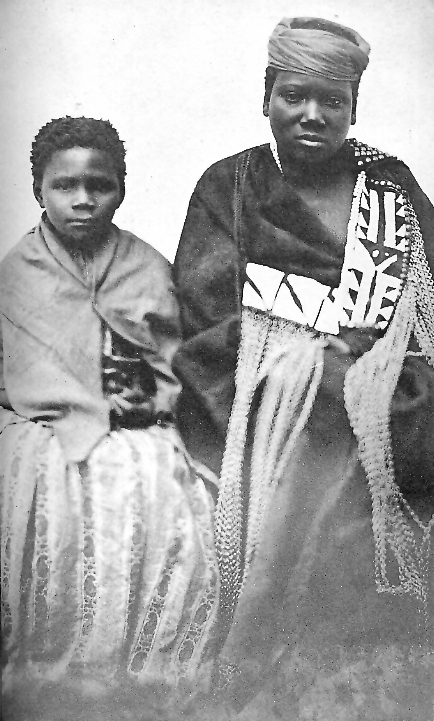
Nongqawuse (rechts)

Nongqawuse (* 1841; † 1898 in der Kapkolonie) war eine Prophetin aus dem Volk der Xhosa im heutigen Südafrika. Ihre Vorhersagen führten zur Viehtötung der Xhosa, welcher bis zu 50.000 Menschen durch die davon verursachte Hungersnot zum Opfer fielen.

## Leben
Nongqawuse wurde 1841 in der Nähe des Flusses Gxarha im unabhängigen Xhosaland, nahe der Grenze zum 1835 kolonisierten Britisch-Kaffraria im östlichen Teil der Kapkolonie geboren. Über ihr frühes Leben ist wenig bekannt. Sie soll ein Waisenkind gewesen sein, dessen Eltern bei Kämpfen mit Europäern starben. 
Die verwaiste Nongqawuse wurde von ihrem Onkel Mhlakaza aufgezogen, der der Sohn eines Ratsmitglieds des Stammesführers war. Mhlakaza war ein religiöser Mann, der Xhosaland nach dem Tod seiner Mutter verließ und für eine Zeit in der Kapkolonie lebte, wo er mit dem Christentum in Berührung kam. Er kehrte 1853 nach Xhosaland zurück. Mhlakaza hatte als Interpret und Übersetzer ihrer Visionen einen wesentlichen Einfluss auf Nongqawuses Leben.
1856 behauptete Nongqawuse im Alter von 15 Jahren, an einem Teich drei Geister gesehen zu haben. Diese hätten ihr aufgetragen, dass die Xhosa ihr gesamtes Vieh töten und ihre Ernte vernichten müssten, da diese verhext seien. Die Vernichtung würde dazu führen, dass die Geister der Toten der Xhosa wiederauferstehen würden und die Europäer aus ihrem Land vertreiben würden. Wenn dies geschehen sei, würden Unmengen von viel schönerem Vieh aus der Erde auftauchen, während große Felder mit Getreide, reif und bereit zur Ernte, plötzlich erscheinen würden. Auch Probleme und Krankheiten sollten verschwinden und allen würde Jugend und Schönheit zuteil. Nongqawuse berichtete Mhlakaza von ihrer Vision, dieser informierte daraufhin die königlichen Beamten des Volkes. Da ihr Vieh bereits von Krankheiten geschwächt war, schenkten die Xhosa der Botschaft nach anfänglicher Skepsis Glauben.
Historiker schätzen, dass die Xhosa daraufhin zwischen 300.000 und 400.000 Rinder töteten. Nicht alle Xhosa glaubten Nongqawuses Prophezeiungen. Eine kleine Minderheit, bekannt als Amagogotya (Geizige), weigerte sich, ihre Tiere zu schlachten oder zu vernachlässigen. Diese Ablehnung wurde von Nongqawuse herangezogen, um das Scheitern der Prophezeiungen über einen Zeitraum von fünfzehn Monaten (April 1856 bis Juni 1857) zu erklären. Nongqawuse hatte vorausgesagt, dass das Versprechen der Ahnen am 18. Februar 1857 erfüllt werden würde, wenn die Sonne sich rot färben würde. Nachdem Nongqawuses Prophezeiung nicht eintraf, gaben ihre Anhänger zunächst denjenigen die Schuld, die ihren Anweisungen nicht Folge geleistet hatten. Später wandten sie sich jedoch gegen Nongqawuse und übergaben sie an die Europäer. Sie verbrachte den Rest des Lebens auf einer Farm bei Alexandria und starb 1898.